# Goran Karadžić
Goran Karadžić (* 22. Dezember 1974 in Belgrad) ist ein ehemaliger serbischer Basketballspieler.

## Werdegang
Karadžić spielte bei KK Roter Stern Belgrad und sammelte nicht nur Erfahrung in der jugoslawischen Liga, sondern auch im europäischen Vereinswettbewerb Korać-Cup. 1994 gewann er mit Roter Stern an der Seite von Saša Obradović, Rade Milutinović, Slobodan Kaličanin und Dejan Tomašević den jugoslawischen Meistertitel.
Im Sommer 1996 nahm er mit der jugoslawischen U22-Nationalmannschaft an der Europameisterschaft dieser Altersklasse in der Türkei teil. In der Saison 1996/97 wurde er als bester Verteidiger der jugoslawischen Liga ausgezeichnet.
Der zwei große Flügelspieler wechselte nach Polen, stand 1998/99 bei Polonia Warschau und 1999/2000 kurz bei Śląsk Wroclaw unter Vertrag.
Ab dem Spieljahr 2000/01 setzte er seine Laufbahn in der deutschen Basketball-Bundesliga bei TSK Universa Bamberg fort. Karadžić war in seinem ersten Bamberger Jahr mit einem Punkteschnitt von 15,6 je Begegnung hinter Sunday Adebayo zweitbester Korbschütze der Mannschaft. In der Endphase des Spieljahres fiel er mit einer Armverletzung aus. In der Saison 2001/02 fiel dieser statistische Wert deutlich, er erzielte nur noch 5,4 Punkte pro Partie. Er spielte in seinem zweiten Jahr in Bamberg zeitweise unter Trainer Zoran Slavnić, der ihn bereits als Jugendlicher bei Roter Stern Belgrad betreut und damals in den Herrenbereich hochgezogen hatte. Im Februar 2004 wurde er als Neuzugang der portugiesischen Mannschaft Ginásio Clube Figueirense vermeldet.
Nach dem Ende seiner Spielerzeit wurde er als Leiter einer Ferienanlage tätig.